# أذن الأسد الميريكية
أذن الأسد الميريكية (الاسم العلمي:Leonotis myricifolia) هو نوع من النباتات يتبع جنس أذن الأسد من الفصيلة الشفوية.